# 阮士彀
阮士彀（越南语：／；1888年—1974年），越南阮朝進士，翻譯家、詩人。

## 生平
阮士彀是河東省常信府青池縣姜亭總金縷社（今屬河內市黃梅郡大金坊金縷村）人，同慶三年（1888年）出生，大學士阮仲合之孫、山西按察使阮維𤫉次子，女詩人高玉英是他的繼母。維新四年（1910年），他以上項蔭生的身份應試，會試中格，庭試考中第三甲同進士出身。
二戰後，阮士彀在西貢出版了《歷朝憲章類志·官職志》、《洪德善政書》、《黎朝詔令善政》、《大南典例》等多部譯著。

## 家庭
- 子阮维连，越南共和國外交家[2][3]

## 外部鏈接
- Nguyễn Sĩ Giác （页面存档备份，存于），詩院